# Extreme Paintbrawl
Extreme Paintbrawl es un videojuego de paintball lanzado para DOS/Microsoft Windows el 31 de octubre de 1998. El juego utiliza una versión modificada del ejecutable Duke Nukem 3D: Atomic Edition v1.5. El juego es considerado como uno de los peores videojuegos jamás creados. Extreme Paintbrawl se desarrolló en dos semanas, con una banda sonora del músico Todd Duane, quien envió sus pistas de demostración a Head Games. El juego fue seguido por Extreme Paintbrawl 2 en 1999, Ultimate Paintbrawl 3 en 2000 y Extreme Paintbrawl 4 en 2002, todos los cuales fueron recibidos con críticas negativas.

## Jugabilidad
En Extreme Paintbrawl, hay tres modos de juego disponibles para el jugador: Modo de temporada, Juego individual y Práctica. El modo de temporada le permite a uno manejar un equipo de ocho reclutas a través de una temporada completa. El jugador puede contratar y despedir reclutas, comprar marcadores y competir contra otros equipos por el campeonato en cumplimiento de un calendario fijo. Hubo varias fallas en este modo, como la incapacidad de intercambiar marcadores entre los reclutas. Un solo juego le permite al jugador jugar un solo partido de paintball. El objetivo es anotar ya sea capturando la bandera de tu oponente o marcando un oponente. El modo de práctica deja al jugador solo en el campo de su elección sin objetivos específicos para disparar.

## Recepción
Extreme Paintbrawl recibió críticas extremadamente negativas; las críticas se dirigieron a su uso del obsoleto motor de compilación, la falta de modos de juego más allá de una variación de la captura de la bandera, los mapas que no se parecían en absoluto a los campos de paintball reales, una banda sonora impropia y un modo de práctica que solo permitía a los jugadores moverse en un mapa sin enemigos ni objetivos. El juego también se vio afectado por el extraño comportamiento de la IA, incluidos compañeros de equipo controlados por computadora que fueron atrapados cerca de puertas y paredes o que se quedaron quietos en áreas abiertas del mapa, pero también pudieron mostrar un objetivo perfecto.
GameSpot le dio a Extreme Paintbrawl un 1.7/10, afirmando que el juego llevó al género de los disparos en primera persona demasiado lejos al tratar de "casar a un motor de juego cansado con el fenómeno del paintball". Su IA fue criticada por ser "quizás uno de los peores intentos de modelar un deporte de equipo" debido a su comportamiento inconsistente, y el juego también fue criticado por hacer demasiado difícil distinguir entre enemigos y aliados. En conclusión, se consideró que Extreme PaintBrawl era "quizás uno de los peores juegos que he visto en años, tanto fuera de contacto con la realidad como fuera del paso en el mundo de los juegos en general". IGN le dio a Extreme Paintbrawl un 0.7/10, remarcando que la banda sonora fue el único aspecto de todo el juego que podría ser descrito como "extremo".

## Secuelas
El juego generó una serie de secuelas.
Extreme Paintbrawl 2 fue lanzado para Microsoft Windows el 15 de noviembre de 1999. El juego fue desarrollado y publicado por Head Games. El juego utiliza una versión modificada del motor Genesis3D. El juego tiene una IA abismal, ya que los compañeros del equipo del jugador constantemente se topan con las paredes y se atascan en cualquier lugar posible. IGN le dio al juego una puntuación de 2.6/10.
Extreme Paintbrawl 4 fue desarrollado por Activision Value y publicado por Cat Daddy Games. Fue lanzado el 13 de mayo de 2002. Fue un relanzamiento de Ultimate Paintbrawl 3. El juego recibió críticas negativas debido a gráficos obsoletos y un modo multijugador roto. GameSpot le dio al juego un 2.4/10, y IGN le dio un 4.0/10.